# Фонетическое письмо
Фонети́ческое письмо́ — вид письма, в котором графический знак (графема) привязан к определённому звучанию.
Различают:
- слоговый (силлабический) — каждый письменный знак обозначает определённый слог. Различают:
  - собственно слоговое письмо — слоги с одинаковой согласной, но с разными гласными обозначаются совершенно разными знаками (например, японская кана);
  - абугида — такие слоги обозначаются видоизменёнными формами одного базового знака (например, эфиопское письмо) и/или дополнительными знаками (индийское письмо)
- консонантный (квазиалфавитный) — на письме обозначаются только согласные. При своём развитии такие системы письма, как правило, обогащаются системами огласовок, в которых с помощью диакритических или дополнительных знаков можно обозначать гласные
- Консонантно-вокалическое письмо — буквы обозначают как гласные, так и согласные; на письме в целом соблюдается соответствие «одна графема (письменный знак) есть одна фонема».

Алфавитами называют фонетические письменности, имеющие стандартный, так называемый алфавитный порядок знаков. Знаки алфавитов называются буквами.
Кодировка аудиальной информации в графическую — письмо. Декодировка в звуки — чтение.
Алфавитное письмо также известно как звуковое письмо.
Поскольку звучащая речь представляет собой произносимую последовательность, то и фонетическое письмо — последовательное выписывание знаков алфавита, поставленных в соответствие звучанию конкретного отрезка речи.